# Ален Чёрный
Ален Чёрный (или Алан Чёрный; фр. Alain le Noir, англ. Alan the Black, лат. Alanus Niger; ок. 1107 — 15 сентября 1146) — англо-бретонский аристократ, 1-й граф Ричмонд (с 1137), граф Корнуолл (с 1140), активный участник гражданской войны в Англии 1135—1154 годов.

## Происхождение
Ален происходил из Пентьеврского дома (Эдонидов) — младшей ветви Реннского дома, родоначальником которого был Эд I де Пентьевр, младший сын бретонского герцога Жоффруа I. От брака с Агнесой Корнуайской у него было несколько сыновей, младшим из которых был Этьен I де Пентьевр, объединивший после смерти братьев все владения семьи в Бретани, а также унаследовавший феодальную баронию Ричмонд в Англии. Он женился на Хависа де Генган, от брака с которой оставил несколько детей, в том числе и Алена.

## Биография
Ален был вторым сыном Этьена I де Пентьевра и Хависы де Генган. После смерти отца в 1137 году графство Пентьевр в северо-восточной части Бретани унаследовал старший брат Алена Жоффруа II (ум. в 1148 году), тогда как Алену досталась сеньория его матери Генган в центральной Бретани и обширные владения дома де Пентьевр в Англии. Последние состояли из земель в Корнуолле, Восточной Англии и Йоркшире, которые со времён нормандского завоевания Англии интенсивно колонизировались выходцами из Бретани. Центром владений Алена Чёрного был Ричмондский замок, основанный его дядей Аленом Рыжим в 1071 году.
Ален Чёрный поддержал в 1135 году вступление на английский престол Стефана Блуаского, за что в 1137 или 1138 году был пожалован титулом графа Ричмонда, став таким образом основателем многовековой практики ношения этого титула представителями правящего дома герцогов Бретани. В 1140 году Ален также получил титул графа Корнуолла по своим владениям в этом графстве. В начавшейся в Англии гражданской войне между партией короля Стефана и приверженцами императрицы Матильды Ален Чёрный принял сторону короля. Вместе со своими бретонскими отрядами он участвовал в битве при Линкольне 2 февраля 1141 года, однако был разбит и пленён Ранульфом де Жерноном. В качестве выкупа за своё освобождение Ален был вынужден отказаться в пользу Ранульфа от части своих земель и титула графа Корнуолла.
Скончался Ален Чёрный в 1146 году.

## Брак и дети
Ален Чёрный был женат (ок. 1114) на Берте Бретонской, дочери и наследнице Конана III, герцога Бретани, и Матильды Нормандской, побочной дочери английского короля Генриха I. Их дети:
- Конан IV (1138—1171), герцог Бретани (c 1156), 2-й граф Ричмонд (с 1146), женат на Маргарите Шотландской (1141—1201), дочери Генриха Шотландского, графа Хантингдона, и Ады де Варенн. Его потомки правили герцогством Бретань до середины XVI века;
- Констанция Бретонская (ум. 1195), замужем за Аленом III (ум. 1195), виконтом де Роган;
- Эноген де Пентьевр (ум. 1187), аббатиса монастыря Сен-Сульпис в Ренне.